# Barbara Putbrese
Barbara Putbrese (* 1949 in Puddemin, Landkreis Rügen,  Land Mecklenburg) ist eine deutsche Malerin.
Nach dem Abitur 1968 machte sie eine Lehre als Schriftsetzerin und arbeitete in einer Druckerei. Parallel dazu besuchte sie die Abendschule an der Kunsthochschule Berlin-Weißensee. Ab 1972 nahm sie ein Studium der Malerei in der Hochschule für Bildende Künste Dresden auf, seit 1977 ist sie freiberuflich als Malerin in Berlin tätig. Von 1977 bis 1992 war sie Mitglied des Künstlerverbandes VBK Berlin. Von 1989 bis 1999 war sie Leiterin der Berliner KünstlerInnen Initiative und organisierte den Wettbewerb KUNST STATT WERBUNG für den U-Bahnhof Berlin-Alexanderplatz. Putbrese stellte in Deutschland, Italien, Frankreich und Griechenland aus.
Barbara Putbreses bevorzugte Techniken sind Monotypien und Aquarelle. Ein wichtiges Thema Barbara Putbreses ist die Großstadt – nicht zuletzt beeinflusst durch ihr Atelier im Berliner Stadtteil Prenzlauer Berg, von wo sie die Dachlandschaft des Viertels vor Augen hat. „Es ist ein stilles Berlin, das in Barbara Putbreses Arbeiten erscheint, als seien die Häuser, Giebel, Dächer für einen langen Augenblick aus der Zeit herausgetreten, aus dem Fluss der Geschichte, die so viele Spuren und Narben an ihnen zurückgelassen hat. Etwas Schwebendes haftet den Bildern an, eine Atmosphäre der Unwirklichkeit, ein Geheimnis, das nicht durch schnelles Entschlüsseln und Kombinieren aufzulösen ist. Der Stadtraum wird zum Innenraum, das Blickfeld zur geistigen Landschaft, der Baublock zur Metapher widersprüchlicher Gedanken und Erfahrungen“ – schreibt Stefanie Endlich in dem Katalog Barbara Putbrese.
Barbara Putbrese ist mit dem Künstler Robert Metzkes verheiratet und hat 2 Kinder. Sie lebt und arbeitet in Berlin-Karlshorst.